# Dorfkirche Grunow (Grunow-Dammendorf)

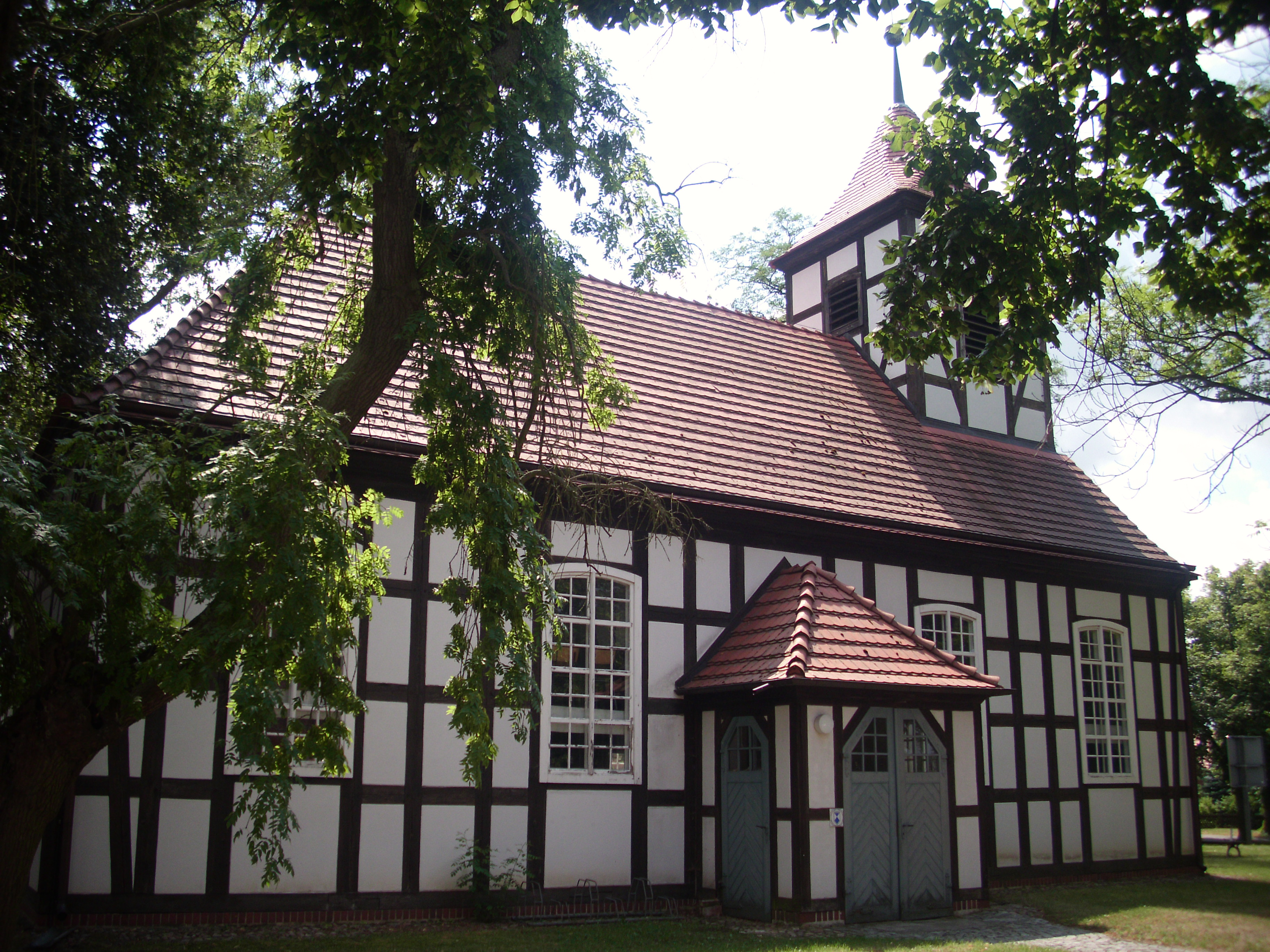
Dorfkirche Grunow (Grunow-Dammendorf)

Die evangelische, denkmalgeschützte Dorfkirche Grunow steht in Grunow, einem Gemeindeteil der Gemeinde Grunow-Dammendorf im Landkreis Oder-Spree von Brandenburg. Sie gehört zur Gesamtkirchengemeinde Beeskow im Kirchenkreis Oderland-Spree der Evangelischen Kirche Berlin-Brandenburg-schlesische Oberlausitz.

## Baubeschreibung
Die alte, baufällige Vorgängerkirche wurde 1772 abgerissen und 1773 an gleicher Stelle eine neue Kirche in leichter Fachwerkbauweise errichtet.
Im Westen befindet sich ein quadratischer Dachturm, der mit einem Pyramidendach bedeckt ist. Er hat Schallöffnungen nach allen vier Seiten. Dort hängt eine 1701 von Georg Hoffmann aus Frankfurt (Oder) gegossene Glocke. Die Dachspitze besteht aus einer Spitze mit Kugel und Wetterfahne. Darauf ist mittig ein kleines Kreuz mit der Inschrift „ANNO 1773“. 
In den Jahren 1966 und 1967 sowie 1993 bis 1995 wurde die Kirche saniert und restauriert.

## Ausstattung
Der Innenraum des Langhauses hat umlaufende Emporen und ist mit einer Muldendecke überspannt.  
Der hölzerne, gefasste Kanzelaltar aus der ersten Hälfte des 18. Jahrhunderts war ursprünglich ein Altaraufsatz. Er hat einen polygonen Kanzelkorb, der von zwei gewundenen Weinlaubsäulen flankiert wird. Neben den Säulen und im Giebelaufsatz stehen geschnitzte Figuren der vier Evangelisten sowie „Christus als Weltenrichter“. Rechts hängt eine Kanzelsanduhr. 
Der Taufengel von 1662 hängt links vor dem Altar. Er wurde 1994 restauriert.  
Das steinerne Taufbecken stammt aus dem 18. Jahrhundert. 
Die Orgel mit sechs Registern auf einem Manual und Pedal wurde 1859 von Carl Wilhelm und Carl August Schröther gebaut. Sie ist nur eingeschränkt spielbar.